# Aglaodiaptomus saskatchewanensis
Aglaodiaptomus saskatchewanensis är en kräftdjursart som först beskrevs av M. S. Wilson 1958.  Aglaodiaptomus saskatchewanensis ingår i släktet Aglaodiaptomus och familjen Diaptomidae. Inga underarter finns listade i Catalogue of Life.